# Zacatlamanca II
Zacatlamanca II är en ort i Mexiko.   Den ligger i kommunen Tequila och delstaten Veracruz, i den sydöstra delen av landet, 230 km öster om huvudstaden Mexico City. Zacatlamanca II ligger 1 862 meter över havet och antalet invånare är 225.
Terrängen runt Zacatlamanca II är varierad. Runt Zacatlamanca II är det ganska tätbefolkat, med 93 invånare per kvadratkilometer. Närmaste större samhälle är Orizaba, 15,4 km norr om Zacatlamanca II. I omgivningarna runt Zacatlamanca II växer i huvudsak blandskog.